# Дуброво-Солнечное
Дуброво-Солнечное — деревня в Вышневолоцком городском округе Тверской области.

## География
Находится в центральной части Тверской области на расстоянии приблизительно 22 км по прямой на север от вокзала железнодорожной станции Вышний Волочёк на левобережье реки Мста.

## История
На карте 1825 года деревня уже была отмечена. В 1859 году здесь (деревня Вышневолоцкого уезда) было учтено 24 двора. До 2019 года входила в состав ныне упразднённого Солнечного сельского поселения Вышневолоцкого муниципального района.
Распоряжение Правительства Российской Федерации №4076-р от 22.12.2022 г. деревня Дуброво переименована в Дуброво-Солнечное.

## Население
Численность населения составляла 204 человека (1859 год), 55 (русские 100 %) в 2002 году, 33 в 2010.